# The Open Championship 2006
Het 135e Open Championship, de derde major van het golfseizoen 2006, werd van 20 tot 23 juli 2006 gehouden op de Royal Liverpool Golf Club in Hoylake. Het was 39 jaar geleden dat het kampioenschap op deze baan had plaatsgevonden.
Het prijzengeld was £ 5.797.724, waarvan € 1.045.966 voor de winnaar bestemd was. Het toernooi werd, voor de derde maal, gewonnen door de Amerikaan Tiger Woods, die zijn titel uit 2005 verlengde.
Na de eerste dag leidde de Noord-Ierse golfer Graeme McDowell met 66 slagen, één minder dan een groep spelers, waaronder Tiger Woods. Op de tweede dag nam Woods de leiding over, één slag vóór de Zuid-Afrikaan Ernie Els, die net als Woods en Chris DiMarco de beste ronde van de dag speelde (65 slagen). Woods zou de leiding niet meer afgeven, ook al was zijn derde ronde op zaterdag zijn minste van de week (71 slagen). Maar Els deed ook niet beter, en het was de Spanjaard Sergio Garcia die de tweede plaats overnam na drie ronden. Op de laatste dag lukte Woods opnieuw de beste score van de dag te spelen, terwijl al zijn achtervolgers één of meer slagen achterbleven. Uiteindelijk was het de Amerikaan DiMarco die met twee slagen achterstand op Woods, de tweede plaats veroverde.

## Uitslag
Par = 72
| Nr | Speler          | Score           | Score |
| -- | --------------- | --------------- | ----- |
| 1  | Tiger Woods     | 67-65-71-67=270 | -18   |
| 2  | Chris DiMarco   | 70-65-69-68=272 | -16   |
| 3  | Ernie Els       | 68-65-71-71=275 | -13   |
| 4  | Jim Furyk       | 68-71-66-71=276 | -13   |
| T5 | Hideto Tanihara | 72-68-66-71=277 | -11   |
| T5 | Sergio Garcia   | 68-71-65-73=277 | -11   |
| 7  | Ángel Cabrera   | 71-68-66-73=278 | -10   |
| T8 | Carl Pettersson | 68-72-70-69=279 | -9    |
| T8 | Andrés Romero   | 70-70-68-71=279 | -9    |
| T8 | Adam Scott      | 68-69-70-72=279 | -9    |

Vanaf 1970:
1970 ·
1971 ·
1972 ·
1973 ·
1974 ·
1975 ·
1976 ·
1977 ·
1978 ·
1979 ·
1980 ·
1981 ·
1982 ·
1983 ·
1984 ·
1985 ·
1986 ·
1987 ·
1988 ·
1989 ·
1990 ·
1991 ·
1992 ·
1993 ·
1994 ·
1995 ·
1996 ·
1997 ·
1998 ·
1999 ·
2000 ·
2001 ·
2002 ·
2003 ·
2004 ·
2005 ·
2006 ·
2007 ·
2008 ·
2009 ·
2010 ·
2011 ·
2012 ·
2013 ·
2014 ·
2015 ·
2016 ·
2017 ·
2018 ·
2019 ·
2020